# Andreas von Grand Ry

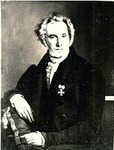
Andreas Joseph Franz von Grand Ry

Andreas Joseph Franz von Grand Ry (* 10. Dezember 1780 in Eupen; † 12. April 1849 in Verviers) war ein preußischer Tuchfabrikant und Bürgermeister von Eupen.

## Leben und Wirken
Grand Ry stammte aus der alten wallonischen Unternehmerfamilie Grand Ry ab und war der Sohn  des Tuchfabrikanten André Joseph Grand Ry (1744–1801),  der eine „Tuch-, Casimir- und Circassiennefabrik“ betrieben sowie das Haus Grand Ry geerbt hatte, und der Marie Isabelle Simonis (1747–1784), Tochter des Direktors der Tuchfabrik Simonis in Verviers. Auch Andreas Grand Ry absolvierte zunächst eine Laufbahn zum Tuchfabrikanten und Tuchhändler, verlagerte in späteren Jahren jedoch seinen Schwerpunkt auf Verwaltungsaufgaben und Kommunalpolitik.
Zunächst saß Grand Ry von 1810 bis 1815 unter französischer Herrschaft Eupens als Mitglied im Verwaltungsausschuss der „Ecole secondaire“. Im Jahr 1817 gehörte er zu den Spendern für eine neue Glocke an der Eupener Hauptkirche St. Nikolaus und 1821 wurde er als Hauptmann der Bürgerwehr erwähnt. Schließlich wurde Grand Ry am 21. Februar 1822 zum Bürgermeister von Eupen ernannt und bekleidete dieses Amt bis zum 2. Juli 1838. Zugleich übernahm er das Amt des Kammerpräsidenten der Industrie- und Handelskammer Eupen-Malmedy-St.Vith, das zu jener Zeit direkt an das Bürgermeisteramt gekoppelt war. Darüber hinaus leitete er zwischenzeitlich um 1824 für eine gewisse Zeit die Armenverwaltungskommission. Noch während seiner Amtszeit als Bürgermeister wurde Grand Ry am 27. Juni 1829 in die Adelsmatrikel der preußischen Rheinprovinz unter Nummer 37 in der Klasse der Edelleute eingetragen.
Obwohl sich von Grand Ry ein Jahr nach seiner Bürgermeisterzeit aus familiären Gründen nach Verviers zurückgezogen hatte, erwarb er als Kapitalanlage das Schloss Weims, das bis 1917 im Besitz der Familie blieb. Darüber hinaus übernahm er im Jahr 1845 von Karl Eugen Ferdinand von Auxys das Schloss Lontzen, das seit 1831 die Landtagsfähigkeit erhalten hatte. Das Schloss blieb bis 1882 im Familienbesitz und eine Wappentafel über dem dortigen Haupteingang erinnert immer noch an die Familie von Grand Ry.
Für seine Verdienste wurde von Grand Ry mehrfach ausgezeichnet, unter anderem mit dem Roten Adlerorden in der Klasse Ritter. Er war verheiratet mit Marie Thérèse Dieudonnée Godin (1779–1839), mit der er drei Söhne und zwei Töchter bekam.